# Transposició de McLafferty
Es coneix com a transposició de McLafferty una reacció observada en espectrometria de masses durant la fragmentació o dissociació d'ions orgànics. S'observa que una molècula que conté un ceto-grup sofreix una fragmentació β, alhora que l'oxigen del grup carbonil ataca un hidrogen en posició γ, la qual cosa condueix a la formació d'un grup hidroxil. Aquest reordenament pot tenir lloc mitjançant un mecanisme radical o iònic.
El fenomen va ser descrit per primera vegada l'any 1954 per Nicholson a la Divisió de Física Química al CSIRO a Austràlia. Cinc anys més tard, el químic nord americà Fred McLafferty va publicar-ne una descripció que va fer que s'associés el seu nom a la reacció.